# 美少女教育II
『美少女教育II』（びしょうじょきょういくに）は、2002年4月1日から9月27日までテレビ東京系で月曜日 - 金曜日の深夜に放送されていたミニ番組である。

## 番組概要
- メインコーナー 
ハロー!プロジェクトメンバーが動物の着ぐるみを着込んで「森の動物達」に扮し、「人間になる為」と言う題目の下に様々な事を学ぶ。
前期は、その当時の時事・流行からキーワードを取り上げ、そのキーワードを元にトークを行った。
後期は、「右脳勉強会」と題して、なぞなぞ、あるなしクイズ、マッチ棒クイズ等を出題して、動物達が解いていた。（また、夏休み企画としてハロー!プロジェクト・キッズが人間として出た。）
キーワード及び問題の解説役として石井リカが「宇宙人エスパー石井ちゃん」に扮しており、また、唯一着ぐるみを着ないで「人間」役として出演している飯田圭織が「かおりん先生」の名で進行役を務めていた。（夏休み企画としてハロー!プロジェクト・キッズが人間として出た。）
- アヤカのとつげき英会話
前シリーズ（美少女教育）に引き続き登場。内容は美少女教育を参照のこと。

## 出演者
- モーニング娘。
- ココナッツ娘。
- カントリー娘。
- メロン記念日
- 藤本美貴
- 松浦亜弥
- ハロー!プロジェクト・キッズ
- 石井リカ

## DVD
- 美少女教育II〜森のお勉強会編〜（ファンクラブ限定）

| テレビ東京 ハロー!プロジェクト ミニ番組                      | テレビ東京 ハロー!プロジェクト ミニ番組 | テレビ東京 ハロー!プロジェクト ミニ番組         |
| 前番組                                                       | 番組名                                  | 次番組                                          |
| ------------------------------------------------------------ | --------------------------------------- | ----------------------------------------------- |
| 新・美少女日記 （2001年10月1日 - 2002年3月29日）             | 美少女教育II （2002年4月1日 - 9月27日） | 美少女日記III （2002年9月30日 - 2003年3月28日） |
| テレビ東京 木曜24:45枠                                       |                                         |                                                 |
| 三軒茶屋モータリングクラブ （2001年10月4日 - 2002年3月28日） | 美少女教育II                            | 美少女日記III                                   |